# Eurovision Song CZ 2023
La quinta edizione di Eurovision Song CZ si è tenuto il 30 gennaio 2023 e ha selezionato il rappresentante della Repubblica Ceca all'Eurovision Song Contest 2023 a Liverpool.
Le vincitrici sono state le Vesna con My Sister's Crown.

## Organizzazione
La partecipazione della Repubblica Ceca all'Eurovision Song Contest 2023 è stata confermata dall'Unione europea di radiodiffusione (UER) il 20 ottobre 2022. Il successivo 2 novembre l'emittente ceca Česká televize (ČT) ha avviato il processo di ricerca del proprio rappresentante eurovisivo, e a tale fine ha dato la possibilità agli artisti interessati di inviare le proprie candidature entro l'8 dicembre. Il 4 gennaio 2023 è stata annunciata l'organizzazione della 5ª edizione di Eurovision Song CZ.
L'evento si è tenuto in un'unica serata il 30 gennaio 2023. Come per le edizioni precedenti, Eurovision Song CZ è stato trasmesso in streaming online. Il vincitore di Eurovision Song CZ 2023 è stato deciso interamente dal voto del pubblico: per il 30% dal televoto del pubblico ceco, e per il 70% da un voto online internazionale. La finestra di voto è rimasta aperta per una settimana e i risultati sono stati annunciati il successivo 7 febbraio.

## Partecipanti
I cinque partecipanti sono stati resi noti il 16 gennaio 2023.
| Artista         | Titolo               | Lingua        | Compositori                                                |
| --------------- | -------------------- | ------------- | ---------------------------------------------------------- |
| Maella          | Flood                | Inglese       | Michaela Charvátová                                        |
| Markéta Irglová | Happy                | Inglese       | Markéta Irglová                                            |
| Pam Rabbit      | Ghosting             | Inglese       | Filip Vlček, Pamela Narimanian                             |
| Rodan           | Introvert Party Club | Inglese       | Rodan Tuka, Jan Vávra, Joe Dolman, Jeppe Engelbrecht Appel |
| Vesna           | My Sister's Crown    | Inglese, ceco | Patricie Kaňok Fuxová, Tanita Jankova, Kateryna Vatčenko   |

## Finale
La finale si è tenuta il 30 gennaio 2023 presso il centro televisivo "Kavčí Hor" di Praga ed è stata presentata da Adam Mišík. L'ordine di uscita è stato reso noto il 23 gennaio 2023.
Il vincitore della selezione è stato annunciato il 7 febbraio 2023. Le Vesna hanno trionfato in entrambe le votazioni, ottenendo più della metà delle preferenze totali.
| # | Artista         | Titolo               | Voto online | Voto online    | Totale | Posizione |
| # | Artista         | Titolo               | Ceco        | Internazionale | Totale | Posizione |
| - | --------------- | -------------------- | ----------- | -------------- | ------ | --------- |
| 1 | Maella          | Flood                | 95          | 504            | 599    | 5         |
| 2 | Pam Rabbit      | Ghosting             | 1 417       | 2 799          | 4 216  | 2         |
| 3 | Markéta Irglová | Happy                | 184         | 825            | 1 009  | 4         |
| 4 | Vesna           | My Sister's Crown    | 3 501       | 7 083          | 10 584 | 1         |
| 5 | Rodan           | Introvert Party Club | 501         | 1 494          | 1 995  | 3         |